# 青柳橋 (美濃加茂市)
青柳橋（しんあおやぎばし）は、岐阜県美濃加茂市下米田町小山 - 森山町の飛騨川に架かる岐阜県道350号野上古井線の橋である。2代目青柳橋（現在は青柳大橋に架け替えられている）のバイパスとして架橋された。

## 概要
- 形式 - 鋼単純合成鈑桁橋 + 鋼3径間連続鈑桁橋
- 橋格 - 1等橋 (TL-20)
- 橋長 - 363.000 m
  - 支間割 - 20.600 m +  ( 3×54.500 m )
- 幅員
  - 総幅員 - 9.900 m
  - 有効幅員 - 9.200 m
  - 車道 - 6.500 m
  - 歩道 - 両側1.350 m
- 総鋼重 - 389.366 t
- 床版 - 鉄筋コンクリート
- 施工 - 日本車輌製造
- 架設工法 - 手延べ引出し工法

## 歴史
上古井と下米田を結ぶ青柳橋（2代目）は自動車の大型化に伴い橋上での行き違いが出来ず狭隘になった。そこで、山之上街道の延長点にあたる青柳橋と小山観音の中間地点に新青柳橋を架橋することとなり、1971年(昭和46年)4月に総工費2億643万円で竣工した。

## 周辺施設
- 古井駅
- 小山観音（美濃三十三観音）

## 隣の橋
（下流）【木曽川合流点】 - かんのん橋 - 青柳橋 - 青柳大橋 - 飛騨川大橋（東海環状自動車道） - 川辺ダム - 山川橋 - 新山川橋 - 川辺大橋 （上流）